# Logig
Logig – wieś w Rumunii, w okręgu Marusza, w gminie Lunca. W 2011 roku liczyła 434 mieszkańców.